# 西野実見
西野 実見（にしの まみ、1996年11月24日 - ）は日本の女性ファッションモデル、女優である。
茨城県出身。アルファセレクション所属。

## 来歴
小学3年生のときに、お台場でスカウトされ、芸能界入り。『ニコ☆プチ』（新潮社）専属モデルを2008年夏号から開始。2010年6月号で卒業した。
2010年8月号の『Seventeen』でミスセブンティーン最終候補者として発表された。同年、ミスセブンティーン2010に阿部菜渚美、北山詩織（現：江夏詩織）、三吉彩花、森川葵と共にグランプリに選ばれた。ちなみに三吉は『ニコ☆プチ』の同期である。
2015年2月28日発売の「Seventeen」2015年4月号をもって、同誌の専属モデルを卒業した。
2010年 - 2024年3月までスターダストプロモーション所属を経て、2024年4月よりアルファセレクション所属となった。
同年12月にはTBS系『水曜日のダウンタウン』内の企画、「名探偵津田」第3弾で根岸渚役を務め話題となった。

## 人物
- 特技はヒップホップ、ピアノ。
- 趣味は読書、ショッピング。小説をよく読む[4]。
- 3歳年上の姉がいる[4]。

## 出演

### テレビドラマ
- 明日の光をつかめ2（2011年7月 - 9月、東海テレビ） - 石堂由貴 役
  - 明日の光をつかめ -2013 夏- 第35話（2013年8月16日）
- ドン★キホーテ 第8話（2011年9月3日、日本テレビ） - 水木マナ 役
- 黒の女教師 第3話（2012年8月3日、TBS） - 莉子 役
- やすらぎの郷 第15話（2017年4月21日、テレビ朝日）-若き頃の九条摂子役
- 大豆田とわ子と三人の元夫 第8話（2021年6月1日、関西テレビ）-女子大生役
- 女神の教室〜リーガル青春白書〜（2023年1月9日 - 3月20日、フジテレビ） - 野々山奈緒 役[5]
- 私の知らない私 第5話・第7話・第9話（2025年2月6日・20日・3月6日、読売テレビ・日本テレビ） - 山川ななみ 役[6]
- 恋は闇 第1話 - （2025年4月16日 - 、日本テレビ） - 花邑百合子 役[7]

### 映画
- 告白（2010年、中島哲也監督） - 生徒役
- 月が綺麗ですね（2013年、勝又悠監督） - 高校時代の大塚祥子 役
- 物置のピアノ（2014年、似内千晶監督） - 斎藤加奈子 役
- TOKYO CITY GIRL「EAST END」（2015年、志摩健太郎監督）
- 少年モン、本当の名前は知らない（2015年、加治屋彰人監督）- 準主演

### テレビ番組
- 王様のブランチ（2009年3月28日、TBS）
- おはスタ ムッシータウン（2010年1月 - 9月、テレビ東京）
- 水曜日のダウンタウン「名探偵津田」第3話（2024年12月11日・18日、TBS） - 根岸渚 役
- あざとくて何が悪いの？（テレビ朝日）

　⚪︎ あざと連ドラ 第12弾「あざとさにも相性がある！？」（2025年6月5日-）栞役

### CM
- タカラトミー 「コミックスララ」「ラップルスイート」「ポップルハート」「ペンタッチスララ」
- ニッケ スクールユニフォーム
- イエローハット（2015年）[8]

### short movie
- 待ちびと（2024年7月7日、たかひろや監督） - 木下実里 役
- ボスハンズ（2024年7月25日、森田博之監督） - みゆき 役（主演）

### ライブイベント
- T☆LOVE COLLECTION
- Teen's Party 2009 SUMMER
- ムービングフォト 発売記念イベント

### ミュージックビデオ
- ケラケラ「虹色ハートビート」（2013年10月）
- indigo la End「ダビングシーン」（2014年4月）

## 書籍

### 雑誌
- ニコ☆プチ（2008年 - 2010年、新潮社） 専属モデル
- De☆View （オリコン・エンタテインメント）2009年11月号
- Seventeen（2010年 - 2015年、集英社）専属モデル・ミスセブンティーン2010

### カタログ
- キッズセシール2010秋冬（2010年、セシール）

### 文庫本
- 駅恋 Sweet blue（著：くらゆいあゆ、集英社ピンキー文庫）
  - -あの日聞いた、きみの嘘。-（2014年2月）カバーモデル
  - -ずっと前から、きみが好き。-（2014年3月）カバーモデル